# Cleyera longicarpa
Cleyera longicarpa là một loài thực vật có hoa trong họ Pentaphylacaceae. Loài này được (Yamam.) L.K. Ling mô tả khoa học đầu tiên năm 1983.